# Nuria Barbarroja
Nuria Barbarroja Puerto (Puertollano, Ciudad Real) es una investigadora biomédica española especializada en tres patologías diferentes: leucemia, obesidad y enfermedades autoinmunes.

## Trayectoria
Se licenció en biología por la Universidad de Córdoba en el año 2000, y realizó su tesis doctoral en la misma universidad con el equipo de Rosario López Pedrera, en el área del cáncer, titulada Mecanismos moleculares y celulares implicados en la respuesta a derivados retinoides y compuestos arsénicos en la Leucemia Mieloide Aguda y defendida en 2006. Además, es docente de la Facultad de Medicina y Enfermería de la Universidad de Córdoba, en el grado de Medicina y Fisioterapia y en el Master en Investigación Biomédica Traslacional.
En 2007, le fue concedida una beca de la Fundación Josep Carreras para llevar a cabo un proyecto basado en el estudio de los mecanismos intracelulares involucrados en la patogénesis de la Leucemia Mieloide Aguda en el Hospital Reina Sofía de Córdoba. Gracias al estudio de la señalización intracelular asociada a la patogénesis de la leucemia, consiguió un contrato postdoctoral Sara Borrell del Instituto de Salud Carlos III en la Fundación IMABIS, Hospital Virgen de la Victoria en Málaga, bajo la supervisión de Francisco José Tinahones. En este grupo, su investigación se centró en el análisis de los mecanismos intracelulares involucrados en el desarrollo de resistencia a la insulina y diabetes tipo 2 asociados a la obesidad.
En 2010, realizó una estancia postdoctoral de dos años de duración en el Institute Metabolic Science de la Universidad de Cambridge dentro del grupo de Toni Vidal-Puig que investiga en la generación, manejo y fenotipaje de modelos de ratones modificados genéticamente. En este grupo profundizó aspectos relacionados con obesidad, energía, termogénesis y complicaciones asociadas, y biología del adipocito. Desde 2013, trabaja como investigadora postdoctoral en el Instituto Maimónides para la Investigación Biomédica en Córdoba en el mismo grupo donde realizó su la tesis doctoral. Su actividad investigadora se basa en el estudio de las complicaciones metabólicas y la enfermedad cardiovascular asociadas a enfermedades autoinmunes.
Es miembro de la Sociedad Española de Hemotología desde 2003 y de la Sociedad Española de Reumotología desde 2014.

## Actividad científica
Ha participado en 25 proyectos de investigación, ha presentado 91 resúmenes en congresos nacionales e internacionales. Ha registrado tres patentes y modelos de utilidad y cuenta con 42 publicaciones. Actualmente es investigadora responsable de un proyecto de investigación financiado por el Instituto de Salud Carlos III, denominado “Estudio de los mecanismos epigenéticos involucrados en el desarrollo de resistencia a la insulina y obesidad asociadas a la artritis reumatoide y la artritis psoriásica.

## Reconocimientos
Barbarroja ha recibido diversos premios a lo largo de su trayectoria profesional. En 2006 y 2013 recibió el Premio Nacional de investigación del Colegio de Médicos de Córdoba al mejor artículo. Entre 2009 y 2015, fue premiada por el Instituto Maimónides de Investigación Biomédica de Córdoba (IMIBIC) por diversas publicaciones, incluyendo colaboraciones con grupos internacionales. En 2019, recibió el premio de la Cadena SER a una publicación sobre artritis reumatoide.